# Exsonvaldes
Exsonvaldes es una banda de pop y rock francesa cuyas influencias vienen tanto de la escena indie belga como estadounidense.

## Historia
Simon, Anthony, William y Martín fundaron Exsonvaldes en su época universitaria, lanzando por primera vez dos EPs (Sons/ Silences et Someday If I want to) y antes de lanzar su primer álbum en 2004, tiempo en el que estaban en el sello Noise Digger.
Su segundo álbum Near the Edge of Something Beautiful fue publicado cinco años después, en marzo de 2009. Grabado en París, mezclado por Alex Firla (Phoenix, Air) y masterizado por Mike Marsh (Depeche Mode, Klaxons), requirió un año y medio de trabajo.
There's no place like homes se publicó en 2010 aprovechando las actuaciones acústicas que ofrecían en diferentes apartamentos durante la gira de presentación de su segundo trabajo.
En marzo de 2013 publicaron Lights, también mezclados por Alex Firla, en el cual, se incluyen por primera vez tres canciones en francés, incluyendo el sencillo “L'aérotrain”. El video para “Days”, dirigido por Naël Marandin, fue elaborado mediante dispositivos Apple y tan excepcional fue el resultado que incluso la banda recibió recientemente la felicitación de Jhonatan Ive, Vicepresidente de Diseño industrial de esa misma empresa.
En 2017, el grupo anunció que se tomaría una pausa por un tiempo indeterminado. En 2018, dos de sus miembros, Simon Beaudoux y Martin Chourrout formaron el grupo Ravages, con el que publicaron diversos singles y EPs.
En 2023, la banda regresó, esta vez como trío, con la publicación de su álbum Maps, que fue precedido en diciembre del año anterior por el single “Torino”.

## Formación
Formación actual
- Simon Beaudoux - Voz y guitarra
- Antoine Bernard - Teclado y guitarra
- Martin Chourrout - Batería

Miembros anteriores
- Guillaume Gratel - Bajo
- Cyrille Nobilet - Bajo

## Discografía

### Álbumes
Maps (Finalistes, 2023)
1. Change
2. Plus le temps passe
3. Party People
4. Dansé
5. Barbican (con Emma Broughton)
6. Rien appris
7. Silence & Hyperacusis
8. Tout est pardonné
9. Torino
10. Goodbye Europe

Extras en edición Deluxe Travel (2024):
1. Countdown
2. Change - acoustic
3. Dansé - acoustic
4. Plus le temps passe - acoustic

#### Aranda (Finalistes, 2016)
1. White Fires
2. Horizon
3. Judging Hand
4. Cyclop
5. Control
6. Stories In Reverse
7. Les Angles Morts
8. En Silencio (feat. Helena Miquel)
9. Walls
10. Beyond Repair
11. The Reckoning

#### Lights (Le Periscope, 2013)
1. Days
2. Let Go
3. L'aérotrain
4. Seahorses
5. Action
6. L'inertie
7. Guns
8. Lights
9. On n'a rien vu venir
10. Nineties

#### There's no place like homes (Volvox Music, 2010)
1. Everything I see
2. Lali
3. Going away
4. Sunlight
5. Old & weak
6. Folk song
7. Take on me (versión de A-ha)
8. I know
9. Hurry up
10. Last year (versión de Rolling Stones)

#### Near the edge of something beautiful (Volvox Music, 2009)
1. A day like today
2. Lali
3. Near the edge of something beautiful
4. Last year
5. Old & weak
6. PPM
7. I know
8. 84
9. Everything I see
10. Sunlight
11. Life in pieces

#### Time we spent together (Noise Digger, 2004)
1. I don't want to drive
2. Going away
3. Time goes by
4. Latest
5. Do you know what it's like?
6. All along
7. Time we spent together
8. All I have
9. Your pictures
10. Sometimes you don't understand
11. Some stay
12. Ever again

### EP & Singles

#### Lali (2009)
1. Lali
2. Lost lights
3. PPM
4. PPM (Heyday remix)
5. You are the sunshine of my life (versión de Chokebore)

#### Someday if I want to (2002)
1. Someday if i want to
2. Who's to blame
3. The trees
4. The wedding song
5. Sorry for
6. Switzerland
7. Postslowrock

#### Sons / Silences (2001)
1. Soundtrack (for a good day)
2. Sparkling water
3. August
4. Something about the way things talk to me and make me swing